# Diocesi di Canne
La diocesi di Canne (in latino Dioecesis Cannensis) è una sede soppressa e sede titolare della Chiesa cattolica.

## Storia
La diocesi di Canne sorse probabilmente nel IX secolo, dopo che venne distrutta Canosa.
Nel XII secolo ebbe per vescovo san Ruggero.
Nel 1355 il vescovo Raynaldus, per tramite dell'Università di Barletta, tentò di ottenere che la sede di Canne venisse trapiantata a Barletta, ma l'arcivescovo di Trani si oppose presso la Santa Sede accusando il prelato cannese di abusi contro la sua giurisdizione.
Papa Martino V però con una bolla dell'11 dicembre 1424 ordinava che fossero unite le diocesi di Canne e di Trani; ma sembra che questa bolla non ebbe effetto. Infatti nel 1455 Canne fu unita aeque principaliter all'arcidiocesi di Nazareth.
In seguito al concordato tra Pio VII e Ferdinando I, il 27 giugno 1818 la diocesi di Canne fu soppressa con la bolla De utiliori dello stesso papa Pio VII ed il suo territorio aggregato a quello dell'arcidiocesi di Trani.
Dal 1966 Canne è annoverata tra le sedi vescovili titolari della Chiesa cattolica;  dal 22 aprile 1979 l'arcivescovo, titolo personale, titolare è Alfio Rapisarda, già nunzio apostolico in Portogallo.

## Cronotassi

### Vescovi residenti
- San Liberale † ?[1]
- Felice † (circa 590 - 604) ?
- Pietro I † (menzionato nell'867) ?
- Lucido † (menzionato nel 963) ?
- Andrea † (1030 - 1051)
- Lojsius † (1067 - 1071)
- Giovanni I † (menzionato nel 1071)
- San Ruggero † (1100 - 1129)
- Giovanni II † (menzionato nel 1129)
- Guimundo † (menzionato nel 1138)
- Riccardo † (menzionato nel 1147)
- Risandus † (1147 - 1150)
- Giovanni III † (1167 - dopo il 1179)
- Bonifacio † (1183 - 1189)
- Ajtardus † (1192 - 1196)
- Pasquale I † (menzionato nel 1209)
- Arturius † (1221 - 1246)
- Pietro de Carbonara † (1252 - ?)
- Pietro Cidoniola o Pietro II da Cerignola † (13 marzo 1256 - febbraio 1261 ritirato)
- Teobaldo, O.F.M. † (27 giugno 1266 - dopo il 1290)
- Capisanus † (menzionato nel 1299)
- Opizio † (1299 - 1301)
- Nicola † (menzionato nel 1304)
- Antonio † (1308 - ?)
- Pasquale II † (1318 - 1340)
- Rainaldo, O.P. † (1340 - 1368)
- Giovanni IV † (menzionato nel 1376)
- Antonio Riccardi, O.E.S.A. † (3 marzo 1376 - ?)
- Angelo † (menzionato nel 1384)
- Pietro IV † (1384 - 1398)
- Giacomo † (menzionato nel 1408)
- Riccardo de Galiberti † (1408 - 1439 deceduto)
- Gioacchino Suhare † (8 giugno 1439 - 12 dicembre 1440 nominato vescovo di Cassano)
  - Mariano Orsini † (24 aprile 1441 - ?) (amministratore apostolico)
  - Astorgio Agnesi † (16 giugno 1445 - 1448 dimesso) (amministratore apostolico)
- Giacomo de Aurilia, O.F.M. † (25 maggio 1449 - 11 luglio 1455 nominato arcivescovo di Nazareth)
  - Sede unita all'arcidiocesi di Nazareth (1455-1818)

### Vescovi titolari
- Giuseppe Carata † (8 aprile 1967 - 28 agosto 1971 nominato arcivescovo di Trani e Barletta)
- Salvatore Delogu † (15 aprile 1972 - 2 febbraio 1974 nominato vescovo dell'Ogliastra)
- Joseph Marie Louis Duval (14 maggio 1974 - 5 giugno 1978 nominato arcivescovo coadiutore di Rouen)
- Alfio Rapisarda, dal 22 aprile 1979